# Кургатовська сільська рада
Курга́товська сільська рада (рос. Кургатовский сельский совет) — муніципальне утворення у складі Мечетлінського району Башкортостану, Росія. Адміністративний центр — присілок Кургатово.

## Населення
Населення — 452 особи (2019, 515 в 2010, 648 в 2002).

## Склад
До складу поселення входять такі населені пункти:
| Населений пункт      | Населення, осіб (2002) | Населення, осіб (2010) |
| -------------------- | ---------------------- | ---------------------- |
| Кургатово, присілок  | 350                    | 278                    |
| Тімірбаєво, присілок | 90                     | 79                     |
| Юлаєво, присілок     | 208                    | 158                    |